# Deramas livescens
Deramas livescens är en fjärilsart som beskrevs av Hans Fruhstorfer 1897. Deramas livescens ingår i släktet Deramas och familjen juvelvingar. Inga underarter finns listade i Catalogue of Life.